# Moxostoma austrinum
Moxostoma austrinum is een straalvinnige vissensoort uit de familie van de zuigkarpers (Catostomidae). De wetenschappelijke naam van de soort is voor het eerst geldig gepubliceerd in 1880 door Bean.